# 胡帆 (1971年)
胡帆（1971年9月—），男，中华人民共和国政治人物。现任广西壮族自治区人民政府副主席、自治区财政厅厅长。

## 生平
胡帆长期在中华人民共和国财政部任职，會計碩士學位，先后担任该部人事教育司主任科员、副处长、处长、人事教育司副司长，财政部驻广西专员办监察专员，财政部广西监管局局长等职。2021年转任广西壮族自治区财政厅长。2024年9月，他接替李常官出任广西壮族自治区政府副主席。